# 크팔리메

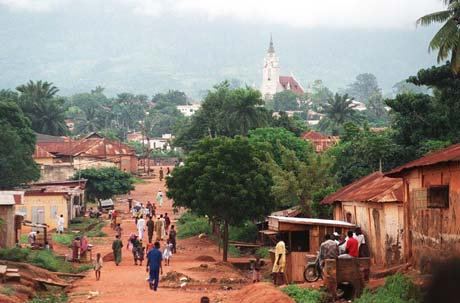
크팔리메

크팔리메(프랑스어: Kpalimé)는 토고 플라토주의 도시로 인구는 75,084명(2010년 기준)이다. 토고의 수도인 로메에서 북쪽으로 120km, 가나 국경에서 동쪽으로 15km 정도 떨어진 곳에 위치한다.
로메, 소코데, 카라에 이어 토고에서 4번째로 큰 도시이다. 자연의 아름다움, 쾌적한 기후로 유명한 관광 도시이며 공예품으로 유명한 도시이기도 하다.